# Arturo Plantagenet
Arturo Plantagenet (Calais, Francia; entre 1461 y 1475 - Torre de Londres, 3 de marzo de 1542) fue un hijo ilegítimo del rey Eduardo IV de Inglaterra, y una figura importante en la corte de su sobrino el rey Enrique VIII.

## Primeros años
Arturo Plantagenet nació en Calais, entonces una posesión inglesa en Francia, entre 1461 y 1475. La identidad de su madre es incierta; la candidata más probable parece ser Isabel Wayte, aunque el registro histórico es irregular en este tema, y no está del todo claro que Wayte fuera la madre de Arturo. Otras candidatas pueden ser otras dos amantes de Eduardo, Isabel Lucy y Juana Shore. Su padrino fue Guillermo FitzAlan, 16.º conde de Arundel.
Arturo pasó su infancia en la corte de su padre Eduardo IV. Cómo pasó su juventud después de la muerte de su padre en 1483, no se sabe. En 1501 se incorporó a la casa de su media hermana, la reina consorte Isabel de York, y se mudó a la casa de su sobrino Enrique VIII después de su muerte en 1503. Después de la adhesión de su sobrino Enrique (1509) fue designado formalmente en la guardia personal del rey, y fue un compañero cercano de Enrique (a pesar de la diferencia de edad). 
En 1519 él y su esposa, Isabel Grey, tomaron posesión de las tierras que habían pertenecido a su padre (su hermano y sobrina). En 1520 asistieron al Campo de la tela de oro.

## Prisión y muerte
En 1540, varios miembros de la casa Plantagenet en Calais fueron arrestados bajo sospecha de traición, con la acusación de conspirar para entregar la ciudad a los franceses. Las sospechas recayeron sobre Arturo inevitablemente, y fue llamado a Inglaterra, y finalmente arrestado el 19 de mayo de 1540.
Los conspiradores reales fueron ejecutados, pero no había ninguna evidencia que conectara a Arturo con la trama. Sin embargo languideció en la Torre de Londres durante dos años hasta que el rey decidió ponerlo en libertad. Sin embargo, al recibir la noticia de que iba a ser puesto en libertad, sufrió un ataque al corazón y murió dos días después. En el siglo XVIII el historiador Francis Sanford comentó: "La misericordia de Enrique VIII fue tan fatal como sus sentencias".

## Matrimonios y descendencia
Se casó por primera vez con Isabel Grey; tuvieron tres hijas:
- Frances Plantagenet, que se casó dos veces: en primer lugar, con su hermanastro Juan Basset (1520-1541), el hijo de la segunda esposa de su padre de su primer matrimonio, Honor Grenville (m. 1566). En segundo lugar se casó con Tomás Monke (1515-1583). Fue madre, en su primer matrimonio, de Sir Arthur Basset, quien contrajo matrimonio con lady Eleanor Chichester (descendiente entre otros de los Grey). La hija de ambos, lady Margaret Basset (casada con Sir Richard Duke y en segundas nupcias con Sir Arthur Aldrich), estuvo largo tiempo acompañando como séquito de la reina Isabel I Tudor, con quien tenía una gran amistad. En el mismo palacio de Richmond, donde fallecería la reina, nacería la única hija de lady Margaret Basset y su segundo esposo, llamada lady Margaret Susan Elizabeth Aldrich, a quien la reina llamaba "sobrina" y a quien dejó una gran fortuna.

- Isabel Plantagenet, que se casó con Sir Francis Jobson, miembro del Parlamento de Colchester.

- Brígida Plantagenet, que se casó con Guillermo Camden. Se casó por segunda vez con Honor Grenville; no tuvieron hijos.